# によど (護衛艦・初代)
によど（ローマ字：JDS Niyodo, DE-221）は、海上自衛隊の護衛艦。ちくご型護衛艦の7番艦。
艦名は仁淀川に由来する。「仁淀」という艦名は、過去には建造中止となった大淀型軽巡洋艦2番艦に予定されていた。

## 艦歴
「によど」は、第3次防衛力整備計画に基づく昭和46年度計画警備艦1221号艦として、三井造船玉野事業所で1972年9月20日に起工され、1973年8月28日に進水、1974年2月8日に就役し、第4護衛隊群第35護衛隊に編入され大湊に配備された。
1979年7月5日、横須賀地方隊第33護衛隊に編入され、定係港が横須賀に転籍。
1989年12月12日、横須賀地方隊第37護衛隊に編入。
1997年3月24日、横須賀地方隊第33護衛隊に再び編入。
1997年7月8日、佐世保地方隊第23護衛隊に編入され、定係港が佐世保に転籍。
1999年6月24日、除籍。